# Le Grand-Madieu
Le Grand-Madieu – miejscowość i gmina we Francji, w regionie Nowa Akwitania, w departamencie Charente.
Według danych na rok 1990 gminę zamieszkiwało 170 osób, a gęstość zaludnienia wynosiła 20 osób/km² (wśród 1467 gmin regionu Poitou-Charentes Le Grand-Madieu plasuje się na 825. miejscu pod względem liczby ludności, natomiast pod względem powierzchni na miejscu 915.).